# Nagroda Saturn w kategorii najlepszy aktor drugoplanowy
Laureaci nagród Saturn w kategorii najlepszy aktor drugoplanowy:

## Lata 70.
1974/75: Marty Feldman – Młody Frankenstein jako Igor
1976: Jay Robinson – Train Ride to Hollywood jako Dracula
1977: Alec Guinness – Gwiezdne wojny: część IV – Nowa nadzieja jako Obi-Wan Kenobi

nominacje:
- Red Buttons – Pete’s Dragon jako Hoagy

1978: Burgess Meredith – Magia jako Ben Greene

nominacje:
- Michael Ansara – Manitou jako John Singing Rock
- Michael Jackson – Czarnoksiężnik z krainy Oz jako Strach na Wróble
- James Mason – Niebiosa mogą zaczekać jako pan Jordan
- Leonard Nimoy – Inwazja porywaczy ciał jako dr David Kibner

1979: Arte Johnson – Miłość od pierwszego ukąszenia jako Renfield

nominacje:
- Richard Kiel – Moonraker jako Szczęki
- Leonard Nimoy – Star Trek jako pan Spock
- Donald Pleasence – Dracula jako dr Jack Seward
- Dawid Warner – Podróż w czasie jako Kuba Rozpruwacz – John Leslie Stevenson

## Lata 80.
1980: Scatman Crothers – Lśnienie jako Dick Hallorann

nominacje:
- Melvyn Douglas – Zemsta po latach jako Joseph Carmichael
- Martin Gabel – Pierwszy śmiertelny grzech jako Christopher Langley
- Max von Sydow – Flash Gordon jako cesarz Ming
- Billy Dee Williams – Gwiezdne wojny: część V – Imperium kontratakuje jako Lando Calrissian

1981: Burgess Meredith – Zmierzch tytanów jako Ammon

nominacje:
- Paul Freeman – Poszukiwacze zaginionej Arki jako dr Rene Belloq
- Ralph Richardson – Dragonslayer jako Ulrich
- Craig Warnock – Bandyci czasu jako Kevin
- Nicol Williamson – Excalibur jako Merlin

1982: Richard Lynch – Miecz i czarnoksiężnik jako Titus Cromwell

nominacje:
- Rutger Hauer – Łowca androidów jako Roy Batty
- Walter Koenig – Star Trek II: Gniew Khana jako komandor Pavel Chekov
- Roddy McDowall – Klasa 1984 jako Terry Corrigan
- Bruce Spence – Mad Max 2 jako kapitan Gyro

1983: John Lithgow – Strefa mroku jako John Valentine

nominacje:
- Scatman Crothers – Strefa mroku jako pan Bloom
- Jonathan Pryce – Coś paskudnego tu nadchodzi jako pan Dark
- Billy Dee Williams – Gwiezdne wojny: część VI – Powrót Jedi jako Lando Calrissian
- John Wood – Gry wojenne jako Falken

1984: Tracey Walter – Komornicy jako Miller

nominacje:
- John Candy – Plusk jako Freddie Bauer
- John Lithgow – Przygody Buckaroo Banzai. Przez ósmy wymiar jako lord John Whorfin/Dr Emilio Lizardo
- Dick Miller – Gremliny rozrabiają jako Murray Futterman
- Robert Preston – Ostatni gwiezdny wojownik jako Centauri

1985: Roddy McDowall – Postrach nocy jako Peter Vincent

nominacje:
- Crispin Glover – Powrót do przyszłości jako George McFly
- Joel Grey – Remo: Nieuzbrojony i niebezpieczny jako Chiun
- Ian Holm – Dziecko z marzeń jako Charles L. Dodgson
- Christopher Lloyd – Powrót do przyszłości jako dr Emmett Brown

1986: Bill Paxton – Obcy – decydujące starcie jako szeregowy William Hudson

nominacje:
- James Doohan – Star Trek IV: Powrót na Ziemię jako komandor Montgomery Scotty Scott
- Clu Gulager – Myśliwska krew jako Mason Rand
- Walter Koenig – Star Trek IV: Powrót na Ziemię jako komandor Pavel Chekov
- Richard Moll – Dom jako Big Ben

1987: Richard Dawson – Uciekinier jako Damon Killian

nominacje:
- Robert De Niro – Harry Angel jako Louis Cyphre
- Robert Englund – Koszmar z ulicy Wiązów III: Wojownicy snów jako Freddy Krueger
- Barnard Hughes – Straceni chłopcy jako dziadek
- Bill Paxton – Blisko ciemności jako Severen
- Duncan Regehr – Łowcy potworów jako Dracula

1988: Robert Loggia – Duży jako MacMillan

nominacje:
- Robert Englund – Koszmar z ulicy Wiązów IV: Władca snów jako Freddy Krueger
- Jack Gilford – Kokon: Powrót jako Bernard Bernie Lefkowitz
- Michael Keaton – Sok z żuka jako Beetlejuice
- Christopher Lloyd – Kto wrobił królika Rogera? jako sędzia Doom
- Mandy Patinkin – Obcy przybysze jako detektyw Samuel George Francisco

## Lata 90.
1989/90: Thomas F. Wilson – Powrót do przyszłości II jako Biff/Griff Tannen

nominacje:
- Jeffrey Combs – Narzeczona reanimatora jako dr Herbert West
- Brad Dourif – Egzorcysta III jako James Venamum/Bliźniaczy zabójca
- Larry Drake – Człowiek ciemności jako Robert G. Durant
- John Glover – Gremliny 2 jako Daniel Clamp
- Tony Goldwyn – Uwierz w ducha jako Carl Bruner
- John Goodman – Arachnofobia jako Delbert McClintock
- Al Pacino – Dick Tracy jako Big Boy Caprice
- Robert Picardo – Gremliny 2 jako Forster

1991: William Sadler – Szalona wyprawa Billa i Teda jako Śmierć

nominacje:
- Alan Arkin – Edward Nożycoręki jako Bill
- Patrick Bergin – Sypiając z wrogiem jako Martin Burney
- Wayne Newton – Ciemna strona jako Jackie Chrome
- Robert Patrick – Terminator 2: Dzień sądu jako T-1000
- Alan Rickman – Robin Hood: Książę złodziei jako szeryf z Nottingham

1992: Robin Williams – Aladyn jako Dżin

nominacje:
- Danny DeVito – Powrót Batmana jako Oswald Cobblepot/Pingwin
- Charles S. Dutton – Obcy 3 jako Dillon
- Anthony Hopkins – Drakula jako profesor Abraham Van Helsing
- Sam Neill – Wspomnienia niewidzialnego człowieka jako David Jenkins
- Kevin Spacey – Tolerancyjni partnerzy jako Eddy Otis
- Ray Wise – Twin Peaks: Ogniu krocz ze mną jako Leland Palmer

1993: Lance Henriksen – Nieuchwytny cel jako Emil Fouchon

nominacje:
- Jeff Goldblum – Park Jurajski jako dr Ian Malcolm
- Charles Grodin – Serca i dusze jako Harrison Winslow
- Wayne Knight – Park Jurajski jako Dennis Nedry
- John Malkovich – Na linii ognia jako Mitch Leary
- Tom Sizemore – Serca i dusze jako Milo Peck
- J.T. Walsh – Sprzedawca śmierci jako Danforth Keeton III

1994: Gary Sinise – Forrest Gump jako Dan Taylor

nominacje:
- Richard Attenborough – Cud na 34 ulicy jako Kris Kringle
- Robert De Niro – Frankenstein jako Stwór
- Raúl Juliá – Uliczny wojownik jako generał M. Bison
- Bill Paxton – Prawdziwe kłamstwa jako Simon
- James Spader – Wilk jako Stewart Swinton

1995: Brad Pitt – 12 małp jako Jeffrey Goines

nominacje:
- Harvey Keitel – Od zmierzchu do świtu jako Jacob Fuller
- Val Kilmer – Gorączka jako Chris Shiherlis
- Tim Roth – Rob Roy jako Archibald Cunningham
- Quentin Tarantino – Od zmierzchu do świtu jako Richard Gecko
- Christopher Walken – Armia Boga jako Archanioł Gabriel

1996: Brent Spiner – Star Trek: Pierwszy kontakt jako Data

nominacje:
- Jeffrey Combs – Przerażacze jako Milton Dammers
- Edward Norton – Lęk pierwotny jako Aaron
- Joe Pantoliano – Brudne pieniądze jako Caesar
- Brent Spiner – Dzień Niepodległości jako dr Brackish Okun
- Skeet Ulrich – Krzyk jako Billy Loomis

1997: Vincent D’Onofrio – Faceci w czerni jako Edgar/Wielki Robak

nominacje:
- Steve Buscemi – Con Air – lot skazańców jako Garland Greene
- Robert Forster – Jackie Brown jako Max Cherry
- Will Patton – Wysłannik przyszłości jako generał Bethlehem
- Pete Postlethwaite – Zaginiony świat: Jurassic Park jako Roland Tembo
- J.T. Walsh – Incydent jako Warren Red Barr

1998: Ian McKellen – Uczeń szatana jako Kurt Dussander

nominacje:
- Ben Affleck – Armageddon jako A.J. Frost
- Dennis Franz – Miasto aniołów jako Nataniel
- Ed Harris – Truman Show jako Christof
- Gary Oldman – Zagubieni w kosmosie jako Spider Smith
- Billy Bob Thornton – Prosty plan jako Jacob Mitchell

1999: Michael Clarke Duncan – Zielona mila jako John Coffey

nominacje:
- Laurence Fishburne – Matrix jako Morfeusz
- Jude Law – Utalentowany pan Ripley jako Dickie Greenleaf
- Ewan McGregor – Gwiezdne wojny: część I – Mroczne widmo jako Obi-Wan Kenobi
- Alan Rickman – Kosmiczna załoga jako Alexander Dane
- Christopher Walken – Jeździec bez głowy jako Hessian Horseman

## 2000–2009
2000: Willem Dafoe – Cień wampira jako Max Schreck

nominacje:
- Jason Alexander – Rocky i Łoś Superktoś jako Borys
- Dennis Quaid – Częstotliwość jako Frank Sullivan
- Giovanni Ribisi – Dotyk przeznaczenia jako Buddy Cole
- Will Smith – Nazywał się Bagger Vance jako Bagger Vance
- Patrick Stewart – X-Men jako profesor Charles Xavier

2001: Ian McKellen – Władca Pierścieni: Drużyna Pierścienia jako Gandalf

nominacje:
- Robbie Coltrane – Harry Potter i Kamień Filozoficzny jako Rubeus Hagrid
- Mark Dacascos – Braterstwo wilków jako Mani
- Eddie Murphy – Shrek jako Osioł
- Tim Roth – Planeta Małp jako Thade
- Jeremy Piven – Igraszki losu jako Dean Kansky

2002: Andy Serkis – Władca Pierścieni: Dwie wieże jako Gollum

nominacje:
- Ralph Fiennes – Czerwony smok jako Francis Dolarhyde
- Tom Hardy – Star Trek: Nemesis jako Praetor Shinzon
- Toby Stephens – Śmierć nadejdzie jutro jako Gustav Graves
- Max von Sydow – Raport mniejszości jako Lamar Burgess
- Robin Williams – Bezsenność jako Walter Finch

2003: Sean Astin – Władca Pierścieni: Powrót króla jako Samwise Gamgee

nominacje:
- Sonny Chiba – Kill Bill Vol. 1 jako Hattori Hanzo
- Ian McKellen – Władca Pierścieni: Powrót króla jako Gandalf
- Geoffrey Rush – Piraci z Karaibów: Klątwa Czarnej Perły jako Barbossa
- Andy Serkis – Władca Pierścieni: Powrót króla jako Gollum
- Ken Watanabe – Ostatni samuraj jako Katsumoto

2004: David Carradine – Kill Bill Vol. 2 jako Bill

nominacje:
- Alfred Molina – Spider-Man 2 jako Doc Ock/Dr Otto Octavius
- Gary Oldman – Harry Potter i więzień Azkabanu jako Syriusz Black
- Giovanni Ribisi – Sky Kapitan i świat jutra jako Dex
- Liev Schreiber – Kandydat jako Raymond Shaw
- John Turturro – Sekretne okno jako John Shooter

2005: Mickey Rourke – Sin City: Miasto grzechu jako Marv

nominacje:
- William Hurt – Historia przemocy jako Richie Cusack
- Val Kilmer – Kiss Kiss Bang Bang jako Gay Perry
- Cillian Murphy – Red Eye jako Jackson Rippner
- Liam Neeson – Batman: Początek jako Henri Ducard/Ra’s al Ghul
- Ian McDiarmid – Gwiezdne wojny: część III – Zemsta Sithów jako Palpatine

2006: Ben Affleck – Hollywoodland jako George Reeves

nominacje:
- Kelsey Grammer – X-Men: Ostatni bastion jako dr Henry Hank McCoy
- Philip Seymour Hoffman – Mission: Impossible III jako Owen Davian
- Sergi López – Labirynt fauna jako kapitan Vidal
- James Marsden – Superman: Powrót jako Richard White
- Bill Nighy – Piraci z Karaibów: Skrzynia umarlaka jako Davy Jones

2007: Javier Bardem – To nie jest kraj dla starych ludzi jako Anton Chigurh

nominacje:
- Ben Foster – 3:10 do Yumy jako Charlie Prince
- James Franco – Spider-Man 3 jako Nowy Goblin/Harry Osborn
- Justin Long – Szklana pułapka 4.0 jako Matt Farrell
- Alan Rickman – Sweeney Todd: Demoniczny golibroda z Fleet Street jako sędzia Turpin
- David Wenham – 300 jako Dilios

2008: Heath Ledger – Mroczny Rycerz jako Joker

nominacje:
- Jeff Bridges – Iron Man jako Obadiah Stane
- Aaron Eckhart – Mroczny Rycerz jako Dwie Twarze
- Woody Harrelson – Transsiberian jako Roy
- Shia LaBeouf – Indiana Jones i Królestwo Kryształowej Czaszki jako Mutt Williams
- Bill Nighy – Walkiria jako generał Friedrich Olbricht

2009: Stephen Lang – Avatar jako pułkownik Miles Quaritch

nominacje:
- Woody Harrelson – Zombieland jako Tallahassee
- Frank Langella – The Box. Pułapka jako Arlington Steward
- Jude Law – Sherlock Holmes jako Doktor Watson
- Stanley Tucci – Nostalgia anioła jako George Harvey
- Christoph Waltz – Bękarty wojny jako pułkownik Hans Landa

## 2010-11
2010:

nominacje:
- Christian Bale – Fighter jako Dicky Eklund
- Andrew Garfield – Nie opuszczaj mnie jako Tommy
- Tom Hardy – Incepcja jako Eames
- Garrett Hedlund – Tron: Dziedzictwo jako Sam Flynn
- John Malkovich – Red jako Marvin Boggs
- Mark Ruffalo – Wyspa tajemnic jako Chuck Alue